# Skype
Skype je bio poznati VoIP i instant messaging program, tj. program za brzo internetsko dopisivanje i platforma. Omogućavao je slanje pisanih poruka, internetske i telefonske pozive, kao i video pozive. Također je podržavao razmjenu podataka (datoteka) , slanje kontakata, slanje novca, prilagodbu izgleda prozora, promjenu slike profila i zvukova, te mnoge druge funkcionalnosti. Neželjeni kontakti mogli su se obrisati.
Microsoft je 2012. objavio kako Skype ima više od 280 milijuna korisnika širom svijeta.
U 2013., Skype broji više od 300 milijuna korisnika.
U ožujku 2025. Microsoft je najavio da će Skype biti ugašen u svibnju 2025. godine. Korisnicima je omogućeno da se s postojećim Skype računom prijave u aplikaciju Microsoft Teams (besplatna verzija), gdje ih dočekuju njihovi prethodni razgovori i kontakti. Teams tako preuzima glavne funkcionalnosti Skypea, uključujući besplatne pozive i poruke, te uvodi dodatne mogućnosti poput sastanaka i zajednica.

## Inačice
| Operacijski sustav  | Inačica     |
| ------------------- | ----------- |
| Windows (Desktop)   | 7.6         |
| Windows (Modern)    | 3.1         |
| Linux               | 4.3.0.37    |
| OS X (Mac)          | 7.7         |
| Windows Phone       | 2.29.0.5    |
| Android             | 5.3.0.65524 |
| iOS (iPhone i iPod) | 5.13.1      |
| iOS (iPad)          | 4.19        |
| BlackBerry          | 5.0.0.54461 |
| Xbox                | 1.8         |

## Vanjske poveznice
- http://www.skype.com